# أديلايد ليوسين
أماليا أورورا أديلايد ليوسين (بالسويدية: Adelaide Leuhusen)‏ ، (1 ديسمبر 1828 - 1923) ، كانت بارونة سويدية ورسّامة ومغنية حفلات موسيقية. كانت معلمة ومحسنة لمغنية الأوبرا السويدية الشهيرة كريستينا نيلسون ، والتي كانت قد قدمتها إلى باريس ، حيث بدأت نيلسون مسيرتها الدولية.  كانت عضوا في الأكاديمية الملكية السويدية للموسيقى ‏ . خلال حياتها، كانت مشهورة في جميع أنحاء السويد ومعروفة بعملها خارج وطنها.

## حياة
ولدت لكل من المستشارة يوهان ديفيد فاليريوس وكريستينا أورورا إنجل. وهي أخت بيرثا فاليريوس . ظهرت مواهبها في كل من فن الغناء والرسم في وقت مبكر، وحصلت على دروس خاصة في كلا المجالين. في عام 1852، درست الفن في درسدن. وبالتوازي مع ذلك، درست الغناء كطالبة لفاني شيفر في لايبزيغ ولودفيغ ريستاب ‏ في برلين. قامت بالغناء في العديد من الحفلات الموسيقية في ألمانيا.
في عام 1858 ، تزوجت من البارون أكسل راينهولد ليوسين (1815-1886) ، وانتقلت إلى جوتنبرج ، حيث عملت كمدرسة للغناء. وبالتوازي، واصلت القيام برحلات إلى الخارج لدراسة الفن والغناء في كل من ألمانيا وفرنسا. في إحدى رحلاتها الدراسية إلى باريس، أخذت معها طالبتها كريستينا نيلسون، والتي أنطلقت شهرتها دوليا بسبب ذلك.
عاشت لوهاوزن في ستوكهولم عام 1870 ، حيث كانت معلمة غناء معروفة. وفي عام 1874 ، درست وعملت كرسام تحت إشراف مارهول في درسدن وفلورنسا. شاركت في معارض الأكاديمية الملكية السويدية للفنون .
تم نشر أعمالها في الأكاديمية الملكية السويدية للموسيقى ‏ في عام 1872.

## روابط خارجية
- توقيع أديلايد ليوسين